# ريكاردو سالازار
ريكاردو سالازار (بالإنجليزية: Ricardo Salazar)‏ هو حكم كرة قدم أمريكي، ولد في 6 سبتمبر 1972 في بيكرسفيلد في الولايات المتحدة.